# 七苦圣母堂 (那不勒斯)
七苦圣母堂（Chiesa di Santa Maria ad Ogni Bene dei Sette Dolori）是一座天主教教堂，位于意大利那不勒斯。它矗立在一座小山上，可以俯瞰斯帕卡那波利街（Spaccanapoli）的景色。这是那不勒斯的东西大道德库马努斯（Decumanus Maximus），结束于弗朗切斯科·吉拉迪街（via Francesco Girardi）。从教堂的大门，人们可以透过这条笔直的大道，直视那不勒斯的另一边。教堂还面对着原修女圣三堂修道院（Santissima Trinità delle Monache）。

## 历史
1411年，当地人将一座圣母瑪利亞雕像的神龛改建为圣母小堂（Santa Maria d'Ognibene）。1516年瘟疫之后，小堂和雕像成为修道院和教堂，由圣母忠仆会管理。1597年，阿方索·卡拉法枢机将这座教堂变成了一座堂区教堂，随后短暂地附属于卡洛·卡拉法创立的 Pii Operari修会。它被重新交给圣母忠仆会，一直持续到1809年，直到修士被驱逐。当他们离开时，带走了七苦圣母的雕像。。
该堂和圣母忠仆会特别恭敬七苦圣母。
1836年，霍乱袭击那不勒斯，堂区找回了雕像，在1837年把它放在正祭台上。1849年，该堂由教宗庇护九世升格为宗座圣殿。
现在的教堂主要是从1640年开始建造，由Giovanni Cola Cocco设计，另有文献认为是尼科拉·塔利亚科齐·卡纳莱的作品。该堂拥有许多艺术品。右边的第一个小堂有一幅保罗德马泰斯的《基督治愈跛脚的圣贝肋格灵（San Pellegrino Laziosi）》，两侧是尼科拉马林科尼科的儿子卡洛的画作。在第四个小堂是一幅马蒂亚·普雷蒂的油画，描绘《圣巴斯弟盎》，还有里贝拉的追随者的《圣热罗尼莫》。在左边的第一个小堂是西尔维斯特罗·布诺的《洗礼》，在第五小堂的《方济各·保拉》则是马可·卡迪斯科的作品。著名的雕塑家和建筑师科西莫·范扎戈安葬在这个教堂里。教堂的绘画作品现在在许多方面与加兰特的目录不同。。